# Daniel Arellano Macleod
Daniel Benito Arellano Macleod (Iquique, 16 de mayo de 1918-Viña del Mar, 23 de diciembre de 2015) fue un marino chileno con rango de contraalmirante de la Armada de Chile, que se desempeñó como ministro de Estado de su país, durante los últimos meses del gobierno del presidente Salvador Allende.

## Familia
Nació en la comuna chilena de Iquique el 16 de mayo de 1918, hijo del político Benito Arellano Donoso, quien fuera alcalde y regidor de esa comuna, y de Arabella Victoria Macleod. Se casó en Viña del Mar el 9 de febrero de 1946 con la descendiente alemana Josephine Walbaum Wieber, con quien tuvo cuatro hijos: Daniel Federico, Francisco José (quienes también serían marinos), Irene Patricia y Verónica Josefina.

## Carrera naval
Ingresó a la Escuela Naval Arturo Prat el 25 de febrero de 1935, egresando el 1 de enero de 1939 con el grado de guardiamarina de segunda clase. El 1 de enero de 1940 se produjo su primer ascenso, a guardiamarina de primera clase. Más adelante, el 1 de enero de 1943, fue ascendido a teniente segundo y el 1 de enero de 1947 a teniente primero. Fue designado como jefe de la misión naval de Chile en Estados Unidos.
De la misma manera, el 24 de octubre de 1951, obtuvo su ascenso a capitán de corbeta, el 1 de diciembre de 1952 a capitán de fragata y el 20 de abril de 1965 a capitán de navío. El 12 de enero de 1970, estando a cargo del apostadero naval de Talcahuano, el presidente de la República Eduardo Frei Montalva, le confirió el ascenso a contraalmirante.
Durante el seguido gobierno del presidente Salvador Allende, en 1972, fue nombrado como comandante en jefe de la Escuadra. A partir del 31 de enero de 1973, se incorporó al gobierno al ser nombrado como titular del Ministerio de Obras Públicas y Transporte, siendo el cuarto militar en incorporarse al gabinete ministerial de la Unidad Popular (UP) y abandonando el cargo el 27 de marzo del mismo año. Por otra parte, durante el gobierno de la UP, se mostró crítico con las acciones del Movimiento de Izquierda Revolucionaria (MIR), calificándolos como insubordinados, terroristas y anárquicos. Cinco meses después, el 28 de agosto, fue designado para encabezar del Ministerio de Hacienda, actuando en esa repartición gubernamental hasta el golpe de Estado del 11 de septiembre, liderado por el general Augusto Pinochet.
Fue condecorado con la Medalla Militar de la Armada de tercera y segunda segunda clase, por 15 y 20 años de servicio, respectivamente. También, obtuvo la Gran Estrella al Mérito Militar por 30 años de servicio, la Cruz al Mérito Naval y la Condecoración Presidente de la República. En el extranjero, le fue otorgada por parte del gobierno de Argentina la Orden de Mayo al Mérito Naval, en el grado de comendador, y la Legión al Mérito de Estados Unidos, en el grado de oficial.
Tras 39 años de servicio, el 12 de marzo de 1974, se acogió a retiro de la Armada de Chile. Falleció en Viña del Mar el 23 de diciembre de 2015.

## Obra escrita
- Recuerdos de un oficial de la Armada de Chile en el siglo XX.